# Congrès de Villeurbanne
Le congrès de Villeurbanne est le 79e congrès ordinaire du Parti socialiste. Il se tient les 18 et 19 septembre 2021 à Villeurbanne.

## Modalités
Initialement prévu les 12 au 13 décembre 2020, il est reporté sine die en raison de la crise sanitaire liée à la pandémie de Covid-19.

## Contexte
Depuis le congrès d'Aubervilliers la nouvelle direction du PS dirigée par Olivier Faure s'est orientée sur une stratégie d'union avec les autres partis de gauche. En vue des élections européennes de 2019, le conseil national du parti désigne l'essayiste et cofondateur de Place publique (PP), Raphaël Glucksmann, comme tête de liste. C'est la première fois que des élections européennes voient le PS ne pas mener une liste autonome et la première fois depuis 1971 que le parti laisse à l'un de ses partenaires la tête de la liste à laquelle il participe. Pour protester contre cette liste, plusieurs personnalités, dont Stéphane Le Foll et Ségolène Neuville, quittent le bureau national du PS. Avec 6,19 % des suffrages exprimés, le PS enregistre le score le plus bas de son histoire. 
Si les élections européennes de 2019 sont un échec, les élections municipales de 2020 et régionales de 2021 voient le parti se maintenir localement, notamment grâce à ses alliances avec EÉLV et le Parti communiste.
Dans une situation sanitaire encore préoccupante et à quelques mois de l'élection présidentielle, le PS organise son congrès afin de préparer la campagne de sa future candidature qui doit être désigner lors d'une primaire interne en octobre.

## Organisation du congrès

### Calendrier du congrès
- du 25 septembre au 24 octobre 2020 : dépôt et publication des contributions thématiques ;
- 24 octobre 2020 : Conseil national de dépôt des textes d’orientation ;
- Suspension de la procédure de Congrès en raison de la situation sanitaire ;
- 1er juin 2021 : Conseil national de re-lancement de la procédure de Congrès ;
- 9 septembre 2021 : vote sur les textes d’orientation et la réforme statutaire ;
- 11 et 12 septembre 2021 : Congrès fédéraux ;
- 16 septembre 2021 : vote sur la Première ou le Premier secrétaire national ;
- 18 et 19 septembre 2021 : 79ème Congrès du Parti socialiste à Villeurbanne ;
- 23 septembre 2021 :  vote des Premiers secrétaires fédéraux et des secrétaires de sections..

## Textes d'orientation politique

### Motions déposées
- Motion A : « Debout les Socialistes ! Pour le renouveau ! » dont la première signataire est Hélène Geoffroy ;
- Motion B : « De la renaissance à l’alternance : pour un printemps de la gauche et de l’écologie » dont le premier signataire est Olivier Faure.

### Vote sur les motions
| Motions            | Motions  | Titre                            | Premier signataire | Résultat | Résultat |
| Motions            | Motions  | Titre                            | Premier signataire | Voix     | %        |
| ------------------ | -------- | -------------------------------- | ------------------ | -------- | -------- |
|                    | B        | De la renaissance à l'alternance | Olivier Faure      |          | 72,02    |
|                    | A        | Debout les Socialistes !         | Hélène Geoffroy    |          | 27,98    |
|                    |          |                                  |                    |          |          |
| Inscrits           | Inscrits | Inscrits                         | Inscrits           |          | 100,00   |
| Votants            |          |                                  |                    |          |          |
| Abstentions        |          |                                  |                    |          |          |
| Blancs ou nuls     |          |                                  |                    |          |          |
| Suffrages exprimés |          |                                  |                    |          |          |

Invités à se prononcer sur le texte d’orientation politique appelé à être défendu par le candidat socialiste à la présidentielle, les militants ont très majoritairement suivi les propositions du Premier secrétaire Olivier Faure.

## Élection du premier secrétaire

### Candidatures validées
| Nom et âge      | Nom et âge               | Fonctions et notes | Soutiens notables                                                                   |
| --------------- | ------------------------ | --- | ----------------------------------------------------------------------------------- |
| Olivier Faure   | Olivier Faure (52 ans)   | - Premier secrétaire sortant - Député de Seine-et-Marne depuis 2012 - Président du groupe socialiste à l'Assemblée nationale de 2016 à 2018 | - Anne Hidalgo, Luc Carvounas, Laurent Baumel, Johanna Rolland, Boris Vallaud       |
| Hélène Geoffroy | Hélène Geoffroy (50 ans) | - Maire de Vaulx-en-Velin depuis 2017 - Secrétaire d'État à la Politique de la Ville de 2016 à 2017 - Députée du Rhône de 2012 à 2016       | - Stéphane Le Foll, François Rebsamen, Patrick Mennucci, Jean-Christophe Cambadélis |

## Nouvelle direction

### Secrétariat national
- Première secrétaire : Olivier Faure
- Secrétaire nationale chargée de la coordination et des moyens du parti : Corinne Narassiguin
  - Secrétaire national adjoint chargé de la coordination : Christophe Clergeau
  - Secrétaire nationale adjointe chargée des campagnes et mobilisations numériques : Éléonore Cazal
- Trésorière : Fatima Yadani
- Porte-paroles du Parti socialiste : Pierre Jouvet, Dieynaba Diop, Luc Carvounas, Nora Mebarek, Boris Vallaud, Patrick Haddad, Céline Hervieu, Lamia El Aaraje et Gabrielle Siry-Houari
- Présidence du Conseil national : Marie Le Vern et Luc Broussy